# Nombre 166
El nombre 166 (CLXVI) és el nombre natural que segueix el nombre 165 i precedeix el nombre 167.
La seva representació binària és 10100110, la representació octal 246 i l'hexadecimal A6.
La seva factorització en nombres primers és 2×83; altres factoritzacions són 1×166 = 2×83; és un nombre 2-gairebé primer: 2 × 83 = 166.